# ヌエバ・エスパーニャ

ヌエバ・エスパーニャ副王領
Virreinato de Nueva España (スペイン語)

国の標語: Plus Ultra（ラテン語）
更なる前進国歌: Marcha Real（スペイン語）
国王行進曲
ヌエバ・エスパーニャ副王領の最大版図

| 先代 | 次代 |
| --- | --- |
| トラスカラ王国 アステカ クスカトラン王国 トトテペク王国 タラスカ王国 マヤ文明 フランス領ルイジアナ トンド王国 セブ・ラージャ国 マニラ王国 テルナテ王国 | ヌエバ・グラナダ王国 スペイン領西インド キューバ総督領 プエルトリコ総督領 スペイン領東インド フィリピン総督領 フランス領ルイジアナ フロリダ準州 オレゴン・カントリー メキシコ第一帝政 |
ヌエバ・エスパーニャ副王領（ヌエバ・エスパーニャふくおうりょう、スペイン語: Virreinato de Nueva España）は、1519年から1821年までの、北アメリカ大陸、カリブ海、太平洋、アジアにおけるスペイン帝国の副王領を指す名称である。スペイン語で「新スペイン」という意味。
江戸時代の日本では、「ノビスパン（濃毘数般）」、「新イスパニア（新意斯巴尼亜）」などと呼ばれた。

## 概要
ヌエバ・エスパーニャは、1521年にスペインとメソアメリカの仲間によるアステカ帝国の征服（1519-1521年）が完了した際に設立された。アメリカ大陸に設立された4つのスペイン副王領の中で最初に設立された（残り3つは南アメリカを管轄した）。その領土は、メキシコ、中央アメリカ、アメリカ合衆国の南西部、中部、およびフロリダ、そしてフィリピン、マリアナ諸島およびカロリン諸島に渡った。
1635年以降は、スペイン王によって任命されるヌエバ・エスパーニャ副王が統治する植民地となった。首都はメキシコシティ。こうして、スペインによってヨーロッパ〜アメリカ〜アジアを結ぶ広大な貿易網が確立された。これらの地域にはローマ・カトリックが強制的に布教された。インディアンの反乱や、イギリスやフランス、アメリカなどの列強によって一部領土が奪われることがあったものの、メキシコを中心とするそのほとんどの領土はメキシコ独立まで保たれた。
1821年にメキシコ帝国が独立し、ヌエバ・エスパーニャは解散された。

## 歴史

### メキシコおよび中央アメリカへの入植
スペイン人によってまずはカリブ海の島々に植民都市が形成された。これらの都市はアメリカ大陸征服の拠点とされた。1521年にアステカ帝国の征服が完了すると、中央メキシコではアステカの首都テノチティトランがヌエバ・エスパーニャの主要な入植地に転換され、メキシコはスペインのアメリカ大陸植民活動の重要な拠点であり続けた。初期のヌエバ・エスパーニャのスペイン系入植都市は次のようなものがある：
スペイン人による小さな港町ベラクルス（1519年）とメキシコシティ（1521-24年設立）の間にはプエブラ・デ・ロス・アンヘレス（1531年）やコリマ（1524年）が設立された。メキシコシティの北では、ケレタロ（1531年頃）が設立され、バヒーオと呼ばれた広大な農地となった。メキシコ市の北西にグアダラハラ（1531–42年）が設立され、この地域の主要なスペイン系都市となった。メキシコシティの西にはValladolid（1529年、Michoacan）が設立された。メキシコシティの南ではアンテケラ（1526年）がオアハカの中心となった。サンティアゴ・デ・グアテマラ（1524年）メリダ（1542年）、 カリブ海の小さな港としてカンペチェ（1541年）がユカタンに設立された。カンペチェとベラクルスの間には海上貿易が行われていた。副王領が設立されるまでの最初の20年間、いくつかの現在でも重要な位置を占める都市が設立された。北のサカテカス（1547年）は後に銀鉱で栄えた。ここはどう猛な遊牧民のチチメカ族のエリアであり、チチメカ戦争などのスペイン人との争いが起こった。

### 南アメリカへの拡大
1532年にインカ帝国を征服した後、広大な南アメリカへのさらなる遠征活動が始まった。1540年に、ヌエバ・エスパーニャに次ぐ第二の副王領であるペルー副王領が設立された。南アメリカ植民地化はさらに拡大し、ヌエバ・グラナダ副王領（1717年）、リオ・デ・ラ・プラタ副王領（1776年）も後に設立された。

### 北アメリカへの拡大
16世紀を通して、中央アメリカおよび北アメリカに数々のスペイン人の町が建設された。1568年から1587年の間に、スペインは現在のアメリカ合衆国南部のジョージアやサウス・カロライナへのキリスト教宣教活動を行なっている（これらの地域は17世紀にイギリスのジョージア植民地とサウスカロライナ植民地となる）。これは現在のフロリダでは一部成功し、セントオーガスティン（1565年）が設立された。これは、現在のアメリカ合衆国の中ではヨーロッパ人によって最も古くに設立された街である。
さらに領土を拡大するため、フランシスコ・バスケス・デ・コロナドによるアメリカ合衆国南西部の探検（1540–1542年）、フアン・ロドリゲス・カブリリョによる太平洋岸の探検（1542–1543年、この探検では初めてヨーロッパ人としてカリフォルニアを見つけた）、そしてルイ・ロペス・デ・ビリャロボスによるスペイン領東インドの探検（1542–1543年）が行われた。これらのエリアは、ニュー・スペイン副王の直轄地となった。スペイン人はさらにヌエボ・メヒコ州の領土拡大を行い、主要な都市としてサンタフェ（1607年）が設立された。
宣教活動と軍事力による北アメリカの入植は、スペイン人による都市建設の原動力となった。

### 太平洋への拡大
東インドとアメリカ大陸の間の貿易を確立すべく、太平洋を渡ってミゲル・ロペス・デ・レガスピはフィリピンにスペインの最初の入植地サン・ミゲル（1565年、現在のセブ）を建設した。アンドレス・デ・ウルダネータはフィリピンからメキシコへ黒潮に乗って、効率よく航海するルートを発見した。1571年、マニラがスペイン領東インドの首都となった。こうして、マニラ＝アカプルコ・ガレオン船によるアメリカとアジアの貿易が始まった、主な貿易品は絹、香辛料、金・銀、陶器などであった。フィリピンはヌエバ・エスパーニャの中で、一つの行政区画、フィリピン総督領となった。アジアからの貿易品は、太平洋を渡りアカプルコに送られ、そして陸路でベラクルスへ、インディアス艦隊によって大西洋を渡りスペイン本国へ送られた。

### 北アメリカの領土争い
17世紀になると、フランスやイギリスがスペインに遅れて北アメリカに入植地を建設し始めた。1776年には東海岸のイギリスの13植民地がアメリカ合衆国として独立し誕生する。こうして18世紀になると、カリブ海の島々、現在のアメリカ合衆国南西部、フロリダ、ネブラスカ、ルイジアナなどの領土を巡って、これら強国の間で争いが起きる。
フレンチ・インディアン戦争では、イギリスがスペインよりマニラとバハマを奪った。この戦争の結果、領土を取り決める1763年のパリ条約では、スペインはルイジアナの西半分を得て、ヌエバ・エスパーニャは北アメリカのミシシッピ川から太平洋に至る領土を保有した。しかし、この時、イギリスが奪ったマニラとバハマの返還と引き換えに、イギリスはスペインよりフロリダを得た。アメリカ独立戦争時には、イギリス軍とアメリカ軍の戦闘の隙をついて、セントルイスや最北ではミシガンのナイルズまでを探索した。この戦争の結果、領土を取り決める1783年のパリ条約でフロリダはスペインに返還された。

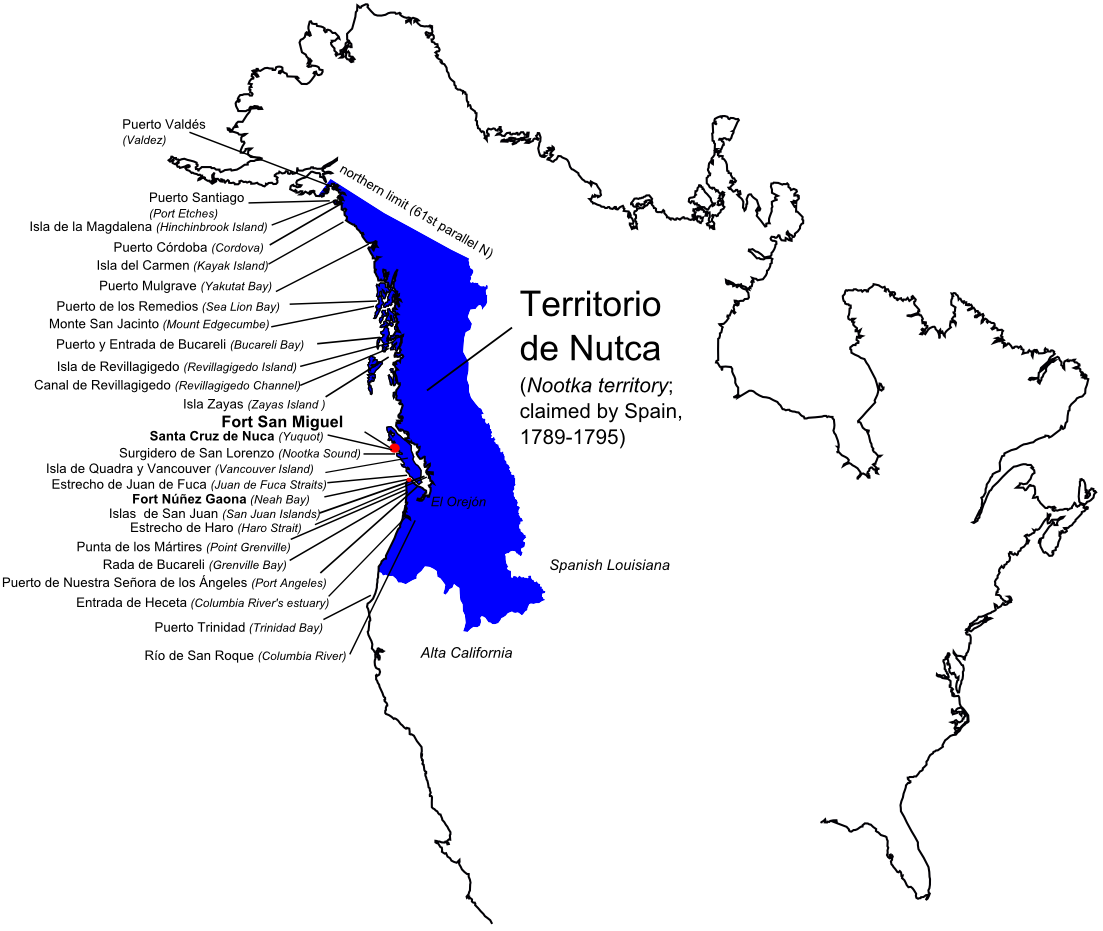
18世紀のスペインによる西海岸の領土の主張。

1769年より、21度のアメリカ北方への遠征活動（現在のカリフォルニアへの宣教活動）がカリフォルニアのエル・カミーノ・レアル沿いで行われた。ヌエバ・エスパーニャは北アメリカ西海岸の全領土を主張しており、この地域でのイギリスとロシアとの衝突が始まった。ロシアは18世紀半ばよりアラスカで毛皮交易を始めており、イギリスもジェームズ・クック船長が太平洋を探検して以来、西海岸で毛皮交易を始めるようになっていた。 西海岸からロシアとイギリスの勢力を追い払うため、1774年と1793年にスペインはメキシコから多くの戦力を投入し、アメリカ北西部の遠征を行なった。これによってスペインが長らく主張し続けていた、西海岸の航海権が強化され、バンクーバー島フレンドリー・コーヴに（1789年）に砦フォート・サン・ミゲルと入植地サンタ・クルス・デ・ヌカ（または単にNuca）が建設された。これはヨーロッパ人による初めてのブリティッシュコロンビアへの入植であり、スペイン人による最初で最後のカナダへの入植であった。
サンタ・クルス・デ・ヌカは1795年に第三次ヌートカ協定によって放棄されることとなった。サンタ・クルス・デ・ヌカに変わる新しい前哨基地（Fucaと呼ばれた）がファンデフカ海峡の南側のニーア湾（スペイン人はBahía de Núñez Gaonaと呼んだ）に一部建設された。これは1792年に完成を見ることなく放棄された。そこに駐在した人々、家畜、兵器などはNucaへ移送された。

### 終焉
1800年の第三次サン・イルデフォンソ条約でルイジアナがフランスに返還された（1803年にはアメリカに売却される）。1819年のアダムズ＝オニス条約で現在のフロリダとテキサス東部がアメリカ領土となった。1821年にメキシコ独立が起こり、スペインはアメリカ大陸の領地を失った。しかし、キューバ、プエルトリコとスペイン領東インド（マリアナ諸島とフィリピンを含む）は、1898年の米西戦争までスペイン王室領の一部であった。

## 領土
ヌエバ・エスパーニャの領域は、当初はパナマ地峡以北の新大陸のスペイン領土すべてを含み、1565年に新たに占領されたフィリピンも管轄下に置かれた。北の境界はブリティッシュコロンビア州とアラスカ州までを主張した。
歴史的にヌエバ・エスパーニャ副王領の領域であった地域は以下の通り。
- アジア：フィリピン、マリアナ諸島（1898年まで）
- カリブ海諸島：ベイ諸島（1643年まで）、ケイマン諸島（1670年まで）、キューバ、イスパニョーラ島（ハイチを含む。1697年まで）、ジャマイカ（1655年まで）、プエルトリコ、トリニダード島（1797年まで）、
- アメリカ大陸：中央アメリカ（コスタ・リカの南国境までの範囲）、メキシコ（1821年まで）、アメリカ合衆国南西部のほぼ全部（現在のアメリカ合衆国のカリフォルニア州、ネバダ州、ユタ州、コロラド州、ワイオミング州、アリゾナ州、ニューメキシコ州、テキサス州のすべてまたは一部を含む）、フロリダ州（1819年まで）

## 行政区分

1794年のヌエバ・エスパーニャの行政区分

ヌエバ・エスパーニャは、メキシコシティに首都を置く副王（virrey）によって統治された副王領（virreinato）である。下に示す行政区分に分けられていた。これらはスペイン王に従属する「王国」 (es:Reinos de Indias) と呼ばれた。北部は1776年に再構成されて、内陸諸地方総司令官府 (es:Comandancia General de las Provincias Internas) の管轄とされた。
メキシコ王国
今のメキシコシティを中心とする地域。メキシコのアウディエンシアが置かれた。
ヌエバ・ガリシア王国（Reino de Nueva Galicia）
メキシコ王国の北西部にあり、グアダラハラにアウディエンシアが置かれた。スペイン本国のガリシア地方にちなんで名付けられた。18世紀後半には、グアダラハラの管轄庁（Intendencia）になった。
ヌエバ・ビスカヤ王国 (Reino de Nueva Vizcaya)
もともとサカテカス州北部の開拓地から、現在のチワワ州、ドゥランゴ州一帯とコアウイラ州の一部を含んでいた。名前はビスカヤ県にちなむ。18世紀に再構成されて西部内陸諸地方を構成した。
ヌエボ・レオン王国 (Nuevo Reino de León)
今のヌエボ・レオン州。1776年に東部内陸諸地方の一部になった。
その他、グアテマラ、キューバ、サント・ドミンゴ、フィリピンには総督府（Captainía General）が置かれた。
グアテマラ総督領
チアパス州および中央アメリカ。グアテマラのアウディエンシアが置かれた。1609年に総督領とされた。（→中央アメリカ連邦共和国）
ユカタン総督領
ユカタン半島および今のタバスコ州にあたる。もとメキシコのアウディエンシアによって統治されていたが、1617年に総督領とされた。
サント・ドミンゴ総督領
イスパニョーラ島。1493年にコロンブスがラ・イサベラを建設して以来、新世界における最古のスペイン植民地である。サント・ドミンゴのアウディエンシアが置かれ、ドミニカのみならずキューバ（後に独立した総督領）、プエルトリコ（後に独立した総督領）、ベネズエラ（1717年にヌエバ・グラナダ副王領が成立するとその一部になる）、フロリダ（後にキューバ総督領）を管轄した。（東部→ドミニカ共和国、西部→フランス領サン＝ドマング）
キューバ総督領
サント・ドミンゴのアウディエンシアの管轄領だったが、1607年に総督領とされた。スペイン領フロリダとスペイン領ルイジアナを含んでいた。
プエルトリコ総督領
サント・ドミンゴのアウディエンシアの管轄領だったが、1580年に総督領とされた。（→アメリカ合衆国領プエルトリコ）
フィリピン総督領
1565年にミゲル・ロペス・デ・レガスピがフィリピンを征服して初代総督に就任した。今のフィリピンだけでなく、カロリン諸島やマリアナ諸島などを含む。マニラのアウディエンシアが置かれた。ヌエバ・エスパーニャの消滅後はスペインに直接従属した。
北部の辺地には独立した州(Provincia)が設置されたが、ブルボン改革によって再構成された。
ヌエバ・ナバラ (Nueva Navarra)
今のシナロア州とソノラ州にあたる。エウセビオ・キノをはじめとするイエズス会宣教師の土地であり、イエズス会のフランシスコ・ザビエルの出身地であるスペインのナバラ州にちなんで名づけられた。18世紀後半に西部内陸諸地方の一部になった。
バハ・カリフォルニア　(Baja California) またはビエハ・カリフォルニア
バハ・カリフォルニア半島。はじめイエズス会、後ドミニコ会の宣教師の土地だった。18世紀後半に西部内陸諸地方の一部になった。
アルタ・カリフォルニア (Alta California) またはヌエバ・カリフォルニア
現在のアメリカ合衆国カリフォルニア州、ネバダ州、アリゾナ州、ユタ州およびコロラド州とワイオミング州の一部を含む。16世紀のフアン・ロドリゲス・カブリリョの探検以来訪れる者はまれだったが、18世紀後半にガスパル・デ・ポルトラの探検によって植民地化され、フランシスコ会によって宣教が行われた。西部内陸諸地方の一部をなす。古くはバハ・カリフォルニアと区別がなかった（ラス・カリフォルニアスを参照）。
サンタフェ・デ・ヌエボ・メヒコ (Santa Fe de Nuevo México)
現在のアメリカ合衆国ニューメキシコ州およびテキサス州西部、コロラド州南部、およびカンザス州とオクラホマ州の一部を含む。フアン・デ・オニャーテの探検によって設立され、後にヌエバ・エスパーニャに組み込まれた。グアダラハラのアウディエンシアが管轄したが、18世紀後半に西部内陸諸地方の一部になった。
ヌエバ・エストレマドゥーラ（Nueva Extremadura）
ヌエバ･エスパーニャ北部。独立後のコアウイラ・イ・テハス州（コアウイラ州、テキサス州）を含む。1687年に作られ、正式名称を「Provincia de San Francisco de Coahuila y Nueva Extremadura」といった。名前はエストレマドゥーラ州にちなむ。18世紀に再構成されて東部内陸諸地方を構成した。
ヌエボ・サンタンデール (Nuevo Santander)
現在のタマウリパス州とテキサス州南部。1746年に成立し、1776年に東部内陸諸地方の一部になった。名前はスペインの都市サンタンデールにちなむ。
es:Territorio de Nutka
18世紀後半に領有を主張したが、その後は放棄された。今のカナダのブリティッシュ・コロンビア州やアメリカ合衆国のワシントン州、オレゴン州、アイダホ州、およびモンタナ州とワイオミング州の一部を含む。オレゴン・カントリーも参照。
統治体制は秀でていたものの、実際には副王の権限の行使は、下位区分の総督やアウディエンシアの独立性に阻まれ、副王の権限はおおまかにメキシコの中部と南部、北はサン・ルイス・ポトシから南はテワンテペク地峡までに限定された。